# Бродец (община Чучер)
Вижте пояснителната страница за други значения на Бродец.
Бродец (на македонска литературна норма: Бродец) е село в Северна Македония в на община Чучер (Чучер Сандево).

## География
Селото е разположено в областта Църногория - югозападните покрайнини на Скопска Църна гора, северно от столицата Скопие.

## История
В края на XIX век Бродец е българско село в Скопска каза на Османската империя. Според статистиката на Васил Кънчов („Македония. Етнография и статистика“) от 1900 г. Бродец е село, населявано от 200 жители българи християни.
Цялото население на селото е сърбоманско под върховенството на Цариградската патриаршия. Според патриаршеския митрополит Фирмилиан в 1902 година в Бродац има 30 сръбски патриаршистки къщи. По данни на секретаря на Българската екзархия Димитър Мишев („La Macédoine et sa Population Chrétienne“) в 1905 година в Бродец има 264 българи патриаршисти сърбомани и в селото функционира сръбско училище.
При избухването на Балканската война в 1912 година един човек от Бродец е доброволец в Македоно-одринското опълчение.
След Междусъюзническата война в 1913 година селото попада в Сърбия.
На етническата си карта от 1927 година Леонард Шулце Йена показва Бродце (Brodce) като сръбско село.
На етническата си карта на Северозападна Македония в 1929 година Афанасий Селишчев отбелязва Бродец като българско село.
Според преброяването от 2002 година селото има 3 жители.
| Националност     | Всичко |
| северномакедонци | 2      |
| албанци          | 0      |
| турци            | 0      |
| роми             | 0      |
| власи            | 0      |
| сърби            | 1      |
| бошняци          | 0      |
| други            | 0      |